# Hans H. Hauri

Hans Hauri (1999)

Hans Heinrich Hauri (* 18. Juni 1924; † 1. Oktober 2018) war ein Schweizer Bauingenieur. Er war von 1963 bis 1989 ordentlicher Professor für Baustatik und Konstruktion und von 1968 bis 1973 der Präsident der ETH Zürich.
Hauri wuchs in Seengen auf. Sein Bürgerort war Reitnau. Nach der Matura an der Kantonsschule Aarau 1943 studierte er bis zum Diplomabschluss 1947 Bauingenieurwesen an der ETH Zürich ab. Anschliessend arbeitete er drei Jahre am Institut für Baustatik und Massivbau als Assistent bei Professor Pierre Lardy. Als Forschungsassistent führte er unter anderem modellstatische Untersuchungen mit elektronischer Messtechnik durch. Es folgte ein Jahr in Paris als Austauschassistent bei der staatlichen Eisenbahngesellschaft Frankreichs (SNCF).
Im Jahr 1950 gründete Hauri mit Hans Rudolf Fietz ein Ingenieurbüro, das unter anderem das Fundament des Ringmagneten mit 200 Meter Durchmesser für das erste Proton Synchrotron am europäischen Kernforschungslaboratorium CERN bearbeitete. Weitere erwähnenswerte Projekte waren der Schweizer Pavillon des Architekten Werner Gantenbein für die Expo 58 in Brüssel, eine Struktur aus sechseckigen Waben, und der Versuchshallen-Aufspannboden der EMPA in Dübendorf. In Zusammenarbeit mit  Ateliers de construction mécanique de Vevey SA plante sein Büro auch einige Verbundbrücken.
Im Jahr 1959 wurde Hauri als Hauptlehrer an das Technikum Winterthur gewählt. Daneben war er weiterhin im eigenen Büro tätig. 1963 folgte die Wahl zum Professor für Baustatik und Konstruktion an die ETH, wo er vor allem an der Abteilung für Architektur unterrichtete. 1968 wählte der Bundesrat Hauri zum Vizepräsidenten des Schulrates und zum Präsidenten der ETH Zürich. Seine Amtszeit war zum einen durch ein Wachstum der Zahl der Studierenden und Lehrenden mit den zugehörigen Baumassnahmen im Zentrum Zürichs und der zweiten Bauetappe auf dem Hönggerberg gekennzeichnet. Zum anderen führte die universitäre Protestbewegung gegen das ETH-Gesetz 1970 zur Gründung der Gemischten Kommission, mit je vier Professoren, Assistenten und Studenten, um grundsätzliche Fragen der Hochschulgestaltung, der Mitsprache und der Mitwirkung zu besprechen. Im Juni 1971 weigerte sich Hauri die Anstellung der Gastdozenten der Architekturabteilung Jörn Janssen, Hermann Zinn und Hans-Otto Schulte zu verlängern. Janssen hatte in einem Experimentierkurs gesellschaftliche Fragestellungen zur Relevanz der Architektur behandelt. In der Folge besetzten Studenten Hauris Büro.
Im Jahr 1973 trat Hauri aus gesundheitlichen Gründen als Präsident zurück. 1977 war er Mitgründer des Instituts für Hochbautechnik in der Architekturabteilung. Er befasste sich dort schwerpunktmässig mit Problemen der Bauphysik und deren Auswirkungen auf den Entwurf der Tragkonstruktion. Er begleitete unter anderem den Bau des Biaschina-Viadukts als Jurymitglied der Wettbewerbskommission und als Gutachter.
Hauri war Kantonsrat in Zürich und Gemeinderat in Dübendorf. Er unterstützte massgeblich als Stiftungsratsmitglied die Planung und Ausführung des Technoramaneubaus von 1982 in Winterthur.